# Prezza
Prezza là một đô thị thuộc tỉnh L'Aquila trong vùng Abruzzo Ý. Đô thị này có diện tích 19 km², dân số 1060 người. Các làng trực thuộc:. 
Campo di Fano, Colli di Prezza.
Các đô thị giáp ranh gồm: Anversa degli Abruzzi, Bugnara, Cocullo, Goriano Sicoli, Pratola Peligna, Raiano, Sulmona